# Oscar Wickman

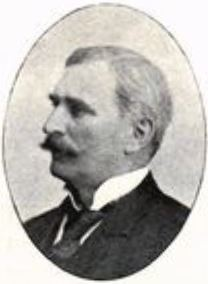
Oscar Wickman.

Oscar Julius Wickman, född 10 juni 1843 i Kräklingbo socken, Gotlands län, död 15 april 1924 i Oscars församling i Stockholm, var en svensk ingenjör.
Wickman blev elev vid Teknologiska institutet 1862 och avlade avgångsexamen 1866. Han blev elev vid Statens järnvägsbyggnader 1864, var anställd såsom ingenjör i Sverige 1866–1868 samt i Finland och Ryssland 1868–1872, blev nivellör vid Svenska statens järnvägsbyggnader 1872 och var baningenjör vid Statens järnvägstrafik 1875–1898. Han tjänstgjorde först i Sala, därefter vid linjen Stugsund–Söderhamn–Kilafors–Ockelbo–Bollnäs, men transporterades 1888 till linjen Stockholm–Uppsala–Sala. Efter Knut Tranbergs frånfälle 1887 var han under en tid tillförordnad stadsingenjör och stadsbyggmästare i Söderhamns stad, tidvis med assistans av Wilhelm Engelke. Wickman var bandirektör vid Statens Järnvägar och ledamot i andra distriktets distriktsförvaltning 1898–1908. Han är begravd på Uppsala gamla kyrkogård.